# Avril 1982

## Événements
- 2 avril : invasion des Malouines (Territoire britannique d'outre-mer) par l'Argentine (fin le 14 juin).
  - Les généraux argentins, incapables de reconstruire une économie saine, espèrent retrouver quelque crédit en jouant du nationalisme de la population. Invoquant des droits discutables sur les îles Malouines (Falkland), ils les occupent par la force en avril, comptant mettre le gouvernement de Margaret Thatcher devant le fait accompli. La population, d’origine britannique, veut conserver ses liens avec le Royaume-Uni. Une escadre britannique, appuyée par les Américains en matière de télécommunications, reconquiert l’archipel en juin, tandis que les généraux argentins doivent céder le pouvoir aux civils.
- 4 avril, (Formule 1) : Grand Prix automobile de la côte Ouest des États-Unis.
- 17 avril : par la proclamation de la Reine du Royaume-Uni sur la colline du Parlement, le Canada rapatrie sa constitution et gagne la pleine indépendance vis-à-vis du Royaume-Uni ; cette constitution contient la Charte canadienne des droits et libertés.
- 12 avril (Rallye automobile) : arrivée du Rallye Safari.
- 25 avril : 
  - le Sinaï est restitué à l'Égypte et démilitarisé.
  - Formule 1 : Grand Prix automobile de Saint-Marin.
- 29 avril[1] : le gouvernement grec accepte par décret le système dit monotonique (μονοτονικό σύστημα monotonikó sístima), qui simplifie grandement le système des diacritiques de l'alphabet grec.

## Naissances
- 4 avril : Anne-Sophie Girard, comédienne, humoriste, dramaturge et auteure française.
- 6 avril  : Bret Harrison, acteur américain.
- 8 avril :
  - Austin Nichols, basketteur américain.
  - Tanja La Croix, mannequin et DJ suisse.
- 10 avril : Chyler Leigh, actrice américaine.
- 14 avril : Ildar Dadine, militant russe († 5 octobre 2024).
- 16 avril :
  - Boris Diaw, basketteur français.
  - Álvaro Montes, rejoneador espagnol.
- 19 avril : 
  - Stéphane Ashpool, créateur du label de prêt-à-porter masculin Pigalle Paris.
  - Roustem Oumerov, homme politique ukrainien.
- 23 avril : Dmitry Markov, photographe russe († 16 février 2024).
- 24 avril : 
  - Kelly Clarkson, chanteuse et actrice américaine.
  - Maria Kolesnikova, flûtiste et activiste politique biélorusse.
- 25 avril : 
  - Karine Ferri, animatrice de télévision française.
  - Maxime Fomine, correspondant militaire et blogueur ukrainien († 2 avril 2023).
- 28 avril : 
  - Harry Shum Jr, danseur et acteur américano-costaricien d'origine chinoise.
  - Nikki Grahame, Personnalité de télévision britannique († 9 avril 2021).
- 30 avril : 
  - Kirsten Dunst, actrice américaine.
  - Drew Seeley acteur, chanteur américain.

## Décès
- 25 avril : John Cody, cardinal américain, archevêque de Chicago (° 24 décembre 1907).